# NGC 2585
NGC 2585 é uma galáxia espiral (Sb) localizada na direcção da constelação de Hydra. Possui uma declinação de -04° 54' 55" e uma ascensão recta de 8 horas, 23 minutos e 26,2 segundos.
A galáxia NGC 2585 foi descoberta em 1886 por Frank Müller.